# Ferdinand Justi

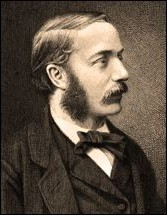
Ferdinand Justi

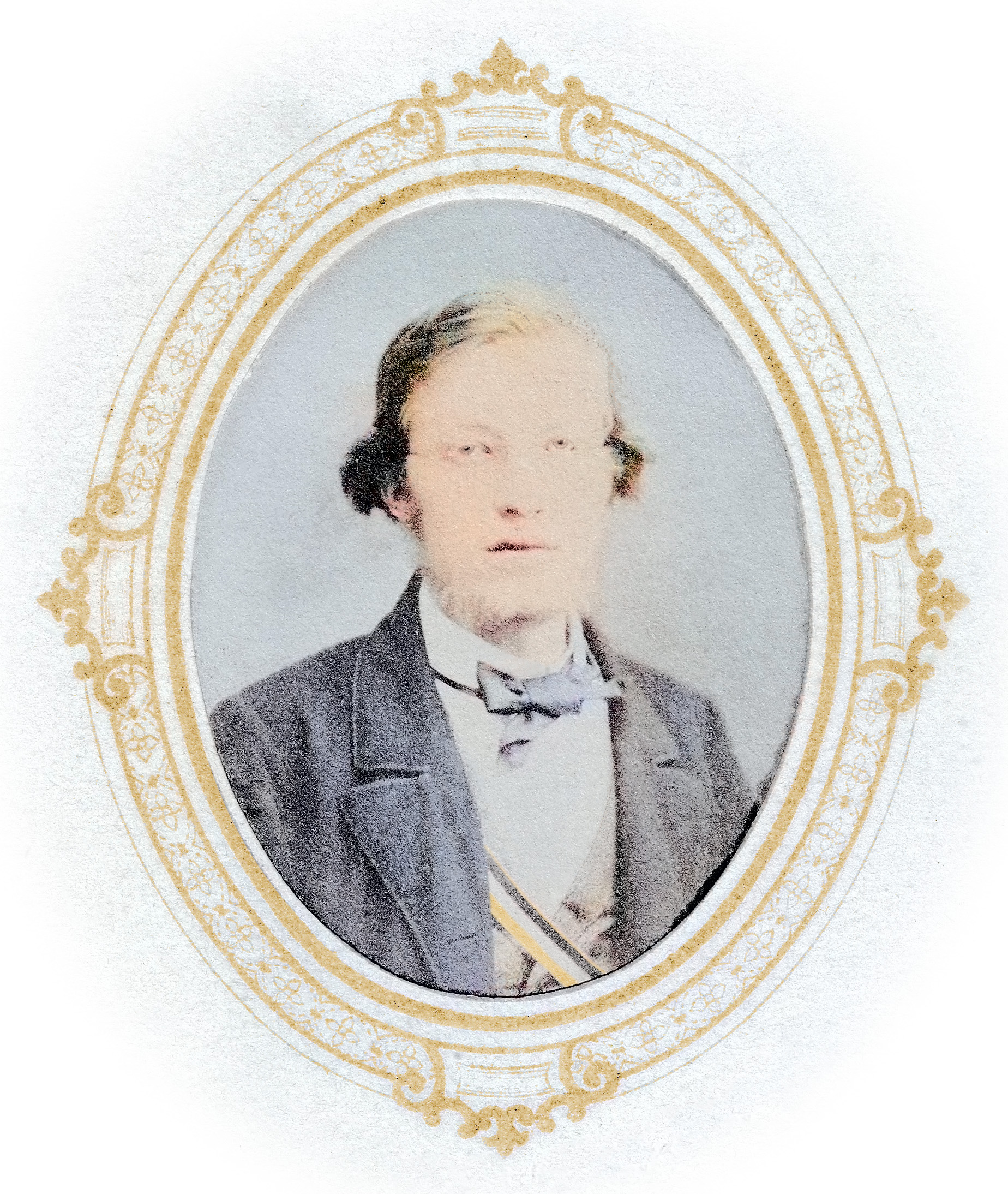
Ferdinand Justi als Marburger Wingolfit

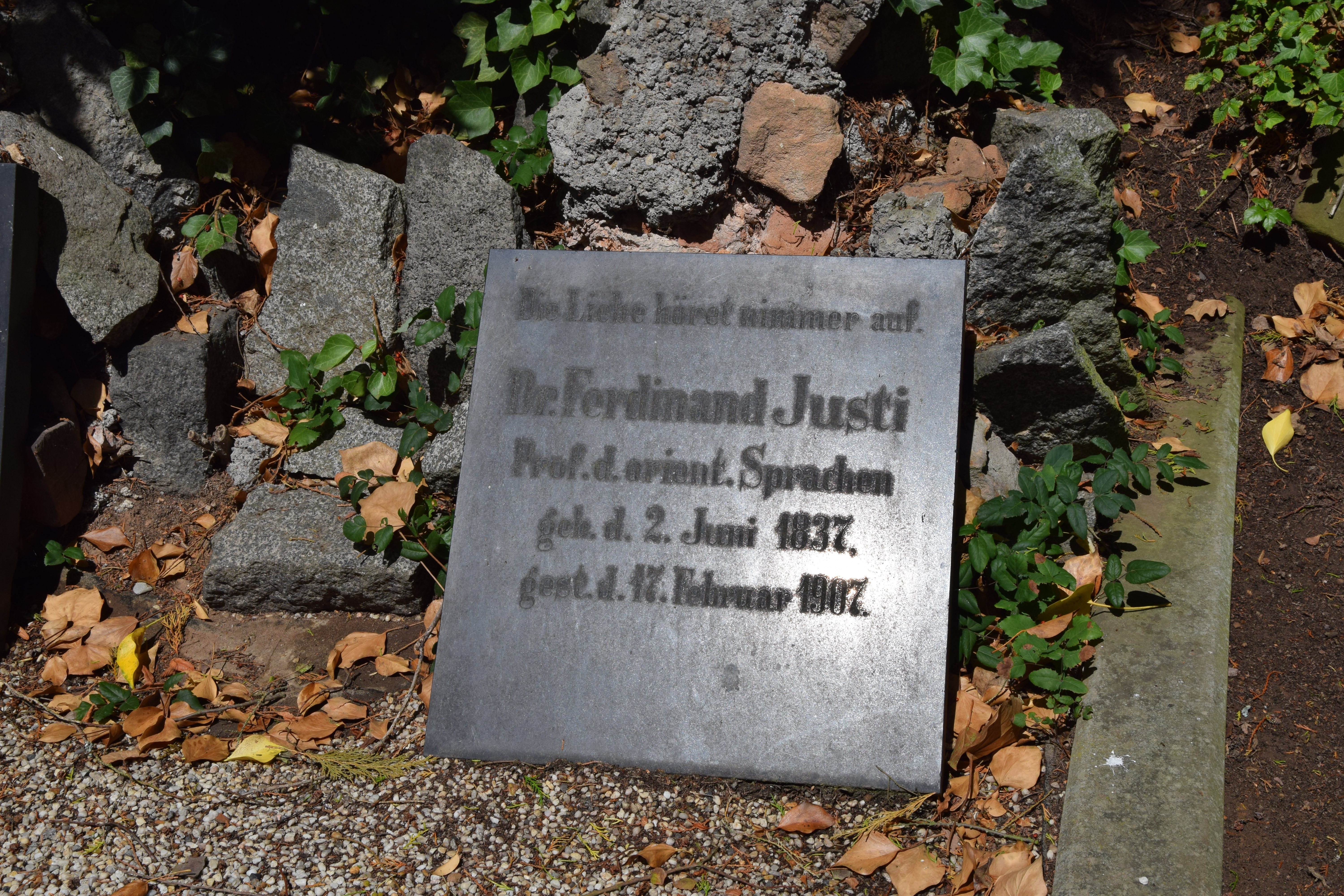
Grab von Ferdinand Justi auf dem Marburger Hauptfriedhof (2017)

Ferdinand Wilhelm Jacob Justi (* 2. Juni 1837 in Marburg; † 17. Februar 1907 ebenda) war ein deutscher Orientalist, der auch als Darsteller und Erforscher ländlich-bäuerlicher Kultur in Hessen im ausgehenden 19. Jahrhundert bekannt wurde.

## Leben und Wirken
Ferdinand Justi studierte Sprachwissenschaft an der Philipps-Universität Marburg und der Georg-August-Universität Göttingen. Er trat dem Marburger Wingolf bei. 1861 habilitierte er sich in Marburg, wo er 1865 außerordentlicher und 1869 ordentlicher Professor für vergleichende Grammatik und germanistische Philologie wurde. 1875 wurde er zum korrespondierenden Mitglied der Göttinger Akademie der Wissenschaften gewählt. 1887/88 amtierte er als Rektor. 1898 wurde er als korrespondierendes Mitglied in die Preußische Akademie der Wissenschaften aufgenommen.
Neben seiner Hochschultätigkeit studierte er akribisch das Leben der hessischen Landbevölkerung im letzten Drittel des 19. Jahrhunderts, insbesondere im näheren und weiteren Umkreis von Marburg, schrieb seine Beobachtungen auf und hielt sie in unzähligen Skizzen und Aquarellen fest. Zu seinen Hauptmotiven zählten Gebäude, Einrichtungsgegenstände, landwirtschaftliche Geräte und vor allem Hinterländer Trachten mit ihrer Farbigkeit, ihren Feinheiten und dem Zubehör.
Er war verheiratet mit Helene Schepp. Ihr gemeinsamer Sohn Ludwig Justi war Kunsthistoriker.
Der Nachlass von Ferdinand Justi ist Teil des Familienarchivs Justi und wird als Depositum im  Hessischen Staatsarchiv Marburg (Bestand 340 Justi) aufbewahrt.

## Veröffentlichungen
- Handbuch der Zendsprache. Leipzig 1864.
- Dictionnaire kurde-francaise. Petersburg 1879.
- Geschichte des alten Persiens. Berlin 1879 (= Allgemeine Geschichte in Einzeldarstellungen. [])
- Kurdische Grammatik. Sankt Petersburg 1880.
- A History of All Nations. Lea Brothers, 1902.
- Geschichte der orientalischen Völker im Altertum. Berlin 1884.
- Iranisches Namenbuch. Marburg 1884; Nachdruck Hildesheim 1963.
- Hessisches Trachtenbuch. Marburg 1899–1905.